# Caragana pumila
Caragana pumila är en ärtväxtart som beskrevs av Antonina Ivanovna Pojarkova. Caragana pumila ingår i släktet karaganer, och familjen ärtväxter. Inga underarter finns listade i Catalogue of Life.